# Секвенатор ДНК

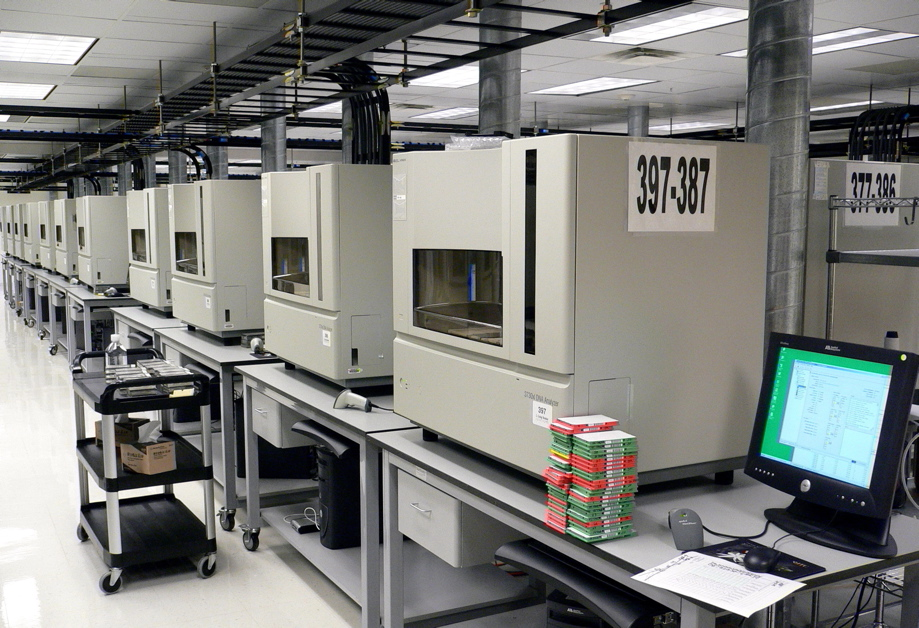
На фото зображено автоматизований капілярний секвенсери ДНК (апарат сірого кольору.

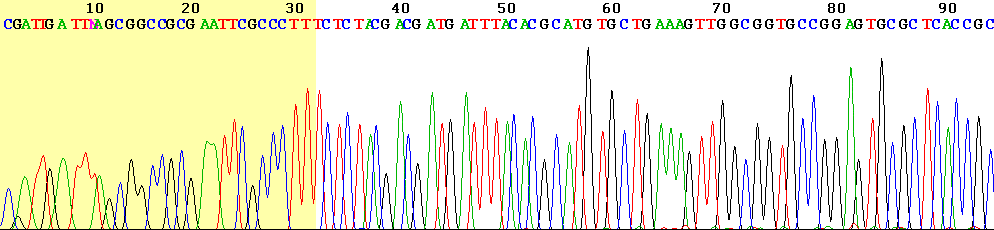
Графічне зображення послідовності нуклеотидів. Метод Сегнера з застосуванням барвників-термінаторів (dye-terminator)

Секвена́тор ДНК  (іноді сиквенатор) — це пристрій, за допомогою якого виконується автоматизоване визначення послідовності нуклеотидів в ланцюгу ДНК — секвенування. Сучасні секвенатори мають оптичні системи, за допомогою яких фіксуються сигнали — барвників-термінаторів (англ. dye-terminators) — флюорохромів, що мають різну довжину хвилі та відповідно колір, приєднуються до певного нуклеотиду в ДНК (зелений — аденін, червоний — тимін, чорний — гуанін, синій — цитозин).

## Автоматизовані секвенатори
Перший автоматизований ДНК секвенатор на основі методу Сангера був розроблений Л. М. Смітом (англ. Lloyd M. Smith) та запущений в серійне виробництво компанією Applied Biosystems  в 1987 році.